# UEFA Europa Conference League 2023-2024 (fase a eliminazione diretta)
La fase a eliminazione diretta della UEFA Europa Conference League 2023-2024 si è disputata tra il 15 febbraio 2024 e il 29 maggio 2024. Hanno partecipato a questa fase della competizione 24 club: le due semifinaliste vincenti si sono sfidate nella finale di Atene (Grecia).

## Date
Tutti i sorteggi si svolgno presso il quartier generale dell'UEFA a Nyon (Svizzera).
| Turno            | Sorteggio                       | Andata                                         | Ritorno                                        |
| ---------------- | ------------------------------- | ---------------------------------------------- | ---------------------------------------------- |
| Spareggi         | 18 dicembre 2023, ore 14:00 CET | 15 febbraio 2024                               | 21-22 febbraio 2024                            |
| Ottavi di finale | 23 febbraio 2024, ore 13:00 CET | 7 marzo 2024                                   | 14 marzo 2024                                  |
| Quarti di finale | 15 marzo 2024, ore 14:00 CET    | 11 aprile 2024                                 | 18 aprile 2024                                 |
| Semifinali       | 15 marzo 2024, ore 14:00 CET    | 2 maggio 2024                                  | 8-9 maggio 2024                                |
| Finale           | 15 marzo 2024, ore 14:00 CET    | 29 maggio 2024 allo stadio Agia Sophia (Atene) | 29 maggio 2024 allo stadio Agia Sophia (Atene) |

## Formato
Partecipano alla fase a eliminazione diretta 24 squadre: i 16 club che si sono classificati al primo o al secondo posto nei rispettivi gruppi della fase a gironi della UEFA Europa Conference League e le 8 squadre classificatesi al terzo posto nei gruppi della fase a gironi della UEFA Europa League.
Ogni turno della fase a eliminazione diretta, eccetto la finale, viene disputato in gara doppia (andata e ritorno), in modo che ogni squadra possa giocare una gara in casa. Si qualifica al turno successivo la squadra che nel computo totale realizza più gol. Il 24 giugno 2021, l'UEFA ha approvato l'abolizione della regola dei gol in trasferta, che era stata usata dal 1965. Se al termine delle partite di andata e ritorno le due squadre hanno segnato in totale lo stesso numero di reti, il vincitore non è deciso da chi ha segnato più reti in trasferta, ma dalla disputa dei tempi supplementari. In caso di ulteriore parità, il vincitore è deciso tramite la disputa dei tiri di rigore. Nella finale, giocata in gara secca, se al termine dei tempi regolamentari il punteggio è di parità, si procede con la disputa dei tempi supplementari seguiti, eventualmente, dai tiri di rigore.
Il meccanismo dei sorteggi per ogni turno è il seguente:
- nel sorteggio per gli spareggi, si affrontano le 8 seconde squadre dei gironi di UEFA Europa Conference League ("teste di serie") e le 8 terze provenienti dai gironi di UEFA Europa League ("non teste di serie"). Agli spareggi non possono incontrarsi squadre provenienti dalla stessa federazione;
- nel sorteggio per gli ottavi di finale, si affrontano le 8 prime squadre dei gironi di UEFA Europa Conference League ("teste di serie") e le 8 vincitrici del turno degli spareggi ("non teste di serie"). Agli ottavi di finale non possono incontrarsi squadre provenienti dalla stessa federazione;
- a partire dal sorteggio per i quarti di finale in poi, non vi è più alcuna restrizione e possono incontrarsi tra loro anche club della stessa federazione.

Il 16 luglio 2014, tuttavia, il panel di emergenza della UEFA ha comunicato che non possono essere sorteggiate insieme squadre provenienti dalle federazioni ucraina e russa «fino a nuovo avviso», a causa della situazione politica tra i due paesi.

## Squadre
| Legenda                                                 |
| ------------------------------------------------------- |
| Finalisti della UEFA Europa Conference League 2023-2024 |
| Semifinalisti                                           |
| Eliminati ai quarti di finale                           |
| Eliminati agli ottavi di finale                         |
| Eliminati agli spareggi                                 |

| Squadre              | Coeff  |
| -------------------- | ------ |
| Ajax                 | 89.000 |
| Olympiacos           | 39.000 |
| Real Betis           | 37.000 |
| Molde                | 24.000 |
| Union Saint-Gilloise | 19.000 |
| Maccabi Haifa        | 13.000 |
| Sturm Graz           | 12.500 |
| Servette             | 6.335  |

| Squadre               | Coeff  |
| --------------------- | ------ |
| Eintracht Francoforte | 77.000 |
| Dinamo Zagabria       | 55.000 |
| Club Bruges           | 54.000 |
| Gent                  | 37.500 |
| Fenerbahçe            | 30.000 |
| Lilla                 | 30.000 |
| Ferencváros           | 27.000 |
| PAOK                  | 25.000 |

| Squadre           | Coeff  |
| ----------------- | ------ |
| Slovan Bratislava | 24.500 |
| Maccabi Tel Aviv  | 24.000 |
| Viktoria Plzeň    | 22.000 |
| Aston Villa       | 21.914 |
| Ludogorec         | 21.000 |
| Fiorentina        | 20.000 |
| Bodø/Glimt        | 20.000 |
| Legia Varsavia    | 11.000 |

## Tabellone
|  | Spareggi              | Spareggi         | Spareggi | Spareggi |       |                   | Ottavi di finale     | Ottavi di finale | Ottavi di finale     | Ottavi di finale |                  |             | Quarti di finale | Quarti di finale | Quarti di finale | Quarti di finale |                  |   | Semifinali | Semifinali | Semifinali | Semifinali |  |  | Finale | Finale |
|  |                       |                  |          |          |       |                   |                      |                  |                      |                  |                  |             |                  |                  |                  |                  |                  |   |            |            |            |            |  |  |        |        |
|  | Ajax (dts)            | 2                | 2        | 4        |       |                   | Ajax                 | 0                | 0                    | 0                |                  |             |                  |                  |                  |                  |                  |   |            |            |            |            |  |  |        |        |
|  | Bodø/Glimt            | 2                | 1        | 3        |       |                   | Aston Villa          | 0                | 4                    | 4                |                  |             |                  |                  |                  |                  |                  |   |            |            |            |            |  |  |        |        |
|  | Bodø/Glimt            | 2                | 1        | 3        |       | Aston Villa (dtr) | Aston Villa          | 0                | 4                    | 4                | 2                | 1           | 3 (4)            |                  |                  |                  |                  |   |            |            |            |            |  |  |        |        |
|  |                       |                  |          |          |       |                   |                      |                  |                      |                  | 2                | 1           | 3 (4)            |                  |                  |                  |                  |   |            |            |            |            |  |  |        |        |
|  |                       | Lilla            | 1        | 2        | 3 (3) |                   |                      |                  |                      |                  |                  |             |                  |                  |                  |                  |                  |   |            |            |            |            |  |  |        |        |
|  | Sturm Graz            | Lilla            | 1        | 2        | 3 (3) | 4                 | 1                    | 5                | Sturm Graz           | 0                | 1                | 1           |                  |                  |                  |                  |                  |   |            |            |            |            |  |  |        |        |
|  | Sturm Graz            |                  |          |          |       | 4                 | 1                    | 5                | Sturm Graz           | 0                | 1                | 1           |                  |                  |                  |                  |                  |   |            |            |            |            |  |  |        |        |
|  | Slovan Bratislava     | 1                | 0        | 1        |       |                   | Lilla                | 3                | 1                    | 4                |                  |             |                  |                  |                  |                  |                  |   |            |            |            |            |  |  |        |        |
|  | Slovan Bratislava     | 1                | 0        | 1        |       |                   |                      |                  |                      | 4                |                  | Aston Villa | 2                | 0                | 2                |                  |                  |   |            |            |            |            |  |  |        |        |
|  |                       |                  |          |          |       |                   |                      |                  |                      |                  |                  |             |                  |                  |                  |                  |                  |   |            |            |            |            |  |  |        |        |
|  |                       | Olympiacos       | 4        | 2        | 6     |                   |                      |                  |                      |                  |                  |             |                  |                  |                  |                  |                  |   |            |            |            |            |  |  |        |        |
|  | Olympiacos            | Olympiacos       | 4        | 2        | 6     | 1                 | 1                    | 2                |                      |                  | Olympiacos (dts) | 1           | 6                | 7                |                  |                  |                  |   |            |            |            |            |  |  |        |        |
|  | Olympiacos            |                  |          |          |       | 1                 | 1                    | 2                |                      |                  | Olympiacos (dts) | 1           | 6                | 7                |                  |                  |                  |   |            |            |            |            |  |  |        |        |
|  | Ferencváros           | 0                | 0        | 0        |       |                   | Maccabi Tel Aviv     | 4                | 1                    | 5                |                  |             |                  |                  |                  |                  |                  |   |            |            |            |            |  |  |        |        |
|  | Ferencváros           | 0                | 0        | 0        |       | Olympiacos (dtr)  | Maccabi Tel Aviv     | 4                | 1                    | 5                | 3                | 0           | 3 (3)            |                  |                  |                  |                  |   |            |            |            |            |  |  |        |        |
|  |                       |                  |          |          |       |                   |                      |                  |                      |                  | 3                | 0           | 3 (3)            |                  |                  |                  |                  |   |            |            |            |            |  |  |        |        |
|  |                       | Fenerbahçe       | 2        | 1        | 3 (2) |                   |                      |                  |                      |                  |                  |             |                  |                  |                  |                  |                  |   |            |            |            |            |  |  |        |        |
|  | Union Saint-Gilloise  | Fenerbahçe       | 2        | 1        | 3 (2) | 2                 | 2                    | 4                | Union Saint-Gilloise | 0                | 1                | 1           |                  |                  |                  |                  |                  |   |            |            |            |            |  |  |        |        |
|  | Union Saint-Gilloise  |                  |          |          |       | 2                 | 2                    | 4                | Union Saint-Gilloise | 0                | 1                | 1           |                  |                  |                  |                  |                  |   |            |            |            |            |  |  |        |        |
|  | Eintracht Francoforte | 2                | 1        | 3        |       |                   | Fenerbahçe           | 3                | 0                    | 3                |                  |             |                  |                  |                  |                  |                  |   |            |            |            |            |  |  |        |        |
|  | Eintracht Francoforte | 2                | 1        | 3        |       |                   |                      |                  |                      |                  |                  |             |                  |                  |                  |                  | Olympiacos (dts) | 1 |            |            |            |            |  |  |        |        |
|  |                       |                  |          |          |       |                   |                      |                  |                      |                  |                  |             |                  |                  |                  |                  |                  |   |            |            |            |            |  |  |        |        |
|  |                       | Fiorentina       | 0        |          |       |                   |                      |                  |                      |                  |                  |             |                  |                  |                  |                  |                  |   |            |            |            |            |  |  |        |        |
|  | Servette              | Fiorentina       | 0        | 0        | 1     | 1                 |                      |                  | Servette             | 0                | 0                | 0 (1)       |                  |                  |                  |                  |                  |   |            |            |            |            |  |  |        |        |
|  | Servette              |                  |          | 0        | 1     | 1                 |                      |                  | Servette             | 0                | 0                | 0 (1)       |                  |                  |                  |                  |                  |   |            |            |            |            |  |  |        |        |
|  | Ludogorec             | 0                | 0        | 0        |       |                   | Viktoria Plzeň (dtr) | 0                | 0                    | 0 (3)            |                  |             |                  |                  |                  |                  |                  |   |            |            |            |            |  |  |        |        |
|  | Ludogorec             | 0                | 0        | 0        |       | Viktoria Plzeň    | Viktoria Plzeň (dtr) | 0                | 0                    | 0 (3)            | 0                | 0           | 0                |                  |                  |                  |                  |   |            |            |            |            |  |  |        |        |
|  |                       |                  |          |          |       |                   |                      |                  |                      |                  | 0                | 0           | 0                |                  |                  |                  |                  |   |            |            |            |            |  |  |        |        |
|  |                       | Fiorentina (dts) | 0        | 2        | 2     |                   |                      |                  |                      |                  |                  |             |                  |                  |                  |                  |                  |   |            |            |            |            |  |  |        |        |
|  | Maccabi Haifa         | Fiorentina (dts) | 0        | 2        | 2     | 1                 | 1                    | 2                | Maccabi Haifa        | 3                | 1                | 4           |                  |                  |                  |                  |                  |   |            |            |            |            |  |  |        |        |
|  | Maccabi Haifa         |                  |          |          |       | 1                 | 1                    | 2                | Maccabi Haifa        | 3                | 1                | 4           |                  |                  |                  |                  |                  |   |            |            |            |            |  |  |        |        |
|  | Gent                  | 0                | 1        | 1        |       |                   | Fiorentina           | 4                | 1                    | 5                |                  |             |                  |                  |                  |                  |                  |   |            |            |            |            |  |  |        |        |
|  | Gent                  | 0                | 1        | 1        |       |                   |                      |                  |                      | 5                |                  | Fiorentina  | 3                | 1                | 4                |                  |                  |   |            |            |            |            |  |  |        |        |
|  |                       |                  |          |          |       |                   |                      |                  |                      |                  |                  |             |                  |                  |                  |                  |                  |   |            |            |            |            |  |  |        |        |
|  |                       | Club Bruges      | 2        | 1        | 3     |                   |                      |                  |                      |                  |                  |             |                  |                  |                  |                  |                  |   |            |            |            |            |  |  |        |        |
|  | Molde                 | Club Bruges      | 2        | 1        | 3     | 3                 | 3                    | 6                |                      |                  | Molde            | 2           | 0                | 2                |                  |                  |                  |   |            |            |            |            |  |  |        |        |
|  | Molde                 |                  |          |          |       | 3                 | 3                    | 6                |                      |                  | Molde            | 2           | 0                | 2                |                  |                  |                  |   |            |            |            |            |  |  |        |        |
|  | Legia Varsavia        | 2                | 0        | 2        |       |                   | Club Bruges          | 1                | 3                    | 4                |                  |             |                  |                  |                  |                  |                  |   |            |            |            |            |  |  |        |        |
|  | Legia Varsavia        | 2                | 0        | 2        |       | Club Bruges       | Club Bruges          | 1                | 3                    | 4                | 1                | 2           | 3                |                  |                  |                  |                  |   |            |            |            |            |  |  |        |        |
|  |                       |                  |          |          |       |                   |                      |                  |                      |                  | 1                | 2           | 3                |                  |                  |                  |                  |   |            |            |            |            |  |  |        |        |
|  |                       | PAOK             | 0        | 0        | 0     |                   |                      |                  |                      |                  |                  |             |                  |                  |                  |                  |                  |   |            |            |            |            |  |  |        |        |
|  | Real Betis            | PAOK             | 0        | 0        | 0     | 0                 | 1                    | 1                | Dinamo Zagabria      | 2                | 1                | 3           |                  |                  |                  |                  |                  |   |            |            |            |            |  |  |        |        |
|  | Real Betis            |                  |          |          |       | 0                 | 1                    | 1                | Dinamo Zagabria      | 2                | 1                | 3           |                  |                  |                  |                  |                  |   |            |            |            |            |  |  |        |        |
|  | Dinamo Zagabria       | 1                | 1        | 2        |       |                   | PAOK                 | 0                | 5                    | 5                |                  |             |                  |                  |                  |                  |                  |   |            |            |            |            |  |  |        |        |

## Partite

### Spareggi

#### Sorteggio
| Gruppo | Testa di serie        |
| ------ | --------------------- |
| A      | Slovan Bratislava     |
| B      | Gent                  |
| C      | Dinamo Zagabria       |
| D      | Bodø/Glimt            |
| E      | Legia Varsavia        |
| F      | Ferencváros           |
| G      | Eintracht Francoforte |
| H      | Ludogorec             |

| Gruppo | Non testa di serie   |
| ------ | -------------------- |
| UEL A  | Olympiacos           |
| UEL B  | Ajax                 |
| UEL C  | Real Betis           |
| UEL D  | Sturm Graz           |
| UEL E  | Union Saint-Gilloise |
| UEL F  | Maccabi Haifa        |
| UEL G  | Servette             |
| UEL H  | Molde                |

#### Risultati
| Squadra 1            | Totale | Squadra 2             | Andata | Ritorno     |
| -------------------- | ------ | --------------------- | ------ | ----------- |
| Sturm Graz           | 5 - 1  | Slovan Bratislava     | 4 - 1  | 1 - 0       |
| Servette             | 1 - 0  | Ludogorec             | 0 - 0  | 1 - 0       |
| Union Saint-Gilloise | 4 - 3  | Eintracht Francoforte | 2 - 2  | 2 - 1       |
| Real Betis           | 1 - 2  | Dinamo Zagabria       | 0 - 1  | 1 - 1       |
| Olympiacos           | 2 - 0  | Ferencváros           | 1 - 0  | 1 - 0       |
| Ajax                 | 4 - 3  | Bodø/Glimt            | 2 - 2  | 2 - 1 (dts) |
| Molde                | 6 - 2  | Legia Varsavia        | 3 - 2  | 3 - 0       |
| Maccabi Haifa        | 2 - 1  | Gent                  | 1 - 0  | 1 - 1       |

##### Andata
| Arbitro: | Mohammed Al-Hakim |

|                                                                     |           |              |
| Biereth 4’ Gorenc-Stanković 27’ Kiteishvili 64’ (rig.) Camara 90+1’ | Marcatori | 8’ Rodrigues |

| Arbitro: | Craig Pawson |

|                           |           |                         |
| Rasmussen 31’ Nilsson 68’ | Marcatori | 3’ Chaïbi 10’ Kalajdžić |

| Arbitro: | Glenn Nyberg |

|              |           |  |
| El Kaabi 83’ | Marcatori |  |

| Arbitro: | Enea Jorgji |

|                                |           |                           |
| Gulbrandsen 12’, 19’ Kaasa 24’ | Marcatori | 64’ Josué 71’ Augustyniak |

| Ginevra 15 febbraio 2024, ore 21:00 CET ritorno → | Servette    | 0 – 0 referto | Ludogorec | Stade de Genève (13 847 spett.)\| Arbitro: \| Filip Glova \| |
| Arbitro:                                          | Filip Glova |               |           |                                                              |

| Arbitro: | Mykola Balakin |

|  |           |                     |
|  | Marcatori | 75’ (rig.) Petković |

| Arbitro: | António Nobre |

|                                            |           |                  |
| Van den Boomen 90+1’ (rig.) Berghuis 90+7’ | Marcatori | 16’, 64’ Grønbæk |

| Arbitro: | William Collum |

|             |           |  |
| Pierrot 65’ | Marcatori |  |

##### Ritorno
| Arbitro: | Matej Jug |

|                 |           |            |
| Seck 69’ (aut.) | Marcatori | 4’ Pierrot |

| Arbitro: | Aliyar Aghayev |

|  |           |           |
|  | Marcatori | 6’ Cognat |

| Arbitro: | Urs Schnyder |

|            |           |             |
| Kaneko 59’ | Marcatori | 38’ Bakambu |

| Arbitro: | Anastasios Sidīropoulos |

|          |           |                          |
| Berg 83’ | Marcatori | 34’ Berghuis 114’ Taylor |

| Arbitro: | Orel Grinfeld |

|  |           |             |
|  | Marcatori | 52’ Biereth |

| Arbitro: | Espen Eskås |

|                 |           |                        |
| Dina Ebimbe 87’ | Marcatori | 47’ Puertas 80’ Eckert |

| Arbitro: | Clément Turpin |

|  |           |                     |
|  | Marcatori | 45’ (rig.) El Kaabi |

| Arbitro: | Harm Osmers |

|  |           |                                |
|  | Marcatori | 2’, 67’ Gulbrandsen 20’ Hestad |

### Ottavi di finale

#### Sorteggio
| Gruppo | Testa di serie   |
| ------ | ---------------- |
| A      | Lilla            |
| B      | Maccabi Tel Aviv |
| C      | Viktoria Plzeň   |
| D      | Club Bruges      |
| E      | Aston Villa      |
| F      | Fiorentina       |
| G      | PAOK             |
| H      | Fenerbahçe       |

| Non testa di serie   |
| -------------------- |
| Sturm Graz           |
| Servette             |
| Union Saint-Gilloise |
| Dinamo Zagabria      |
| Olympiacos           |
| Ajax                 |
| Molde                |
| Maccabi Haifa        |

#### Risultati
| Squadra 1            | Totale          | Squadra 2        | Andata | Ritorno     |
| -------------------- | --------------- | ---------------- | ------ | ----------- |
| Servette             | 0 - 0 (1-3 dtr) | Viktoria Plzeň   | 0 - 0  | 0 - 0 (dts) |
| Ajax                 | 0 - 4           | Aston Villa      | 0 - 0  | 0 - 4       |
| Molde                | 2 - 4           | Club Bruges      | 2 - 1  | 0 - 3       |
| Union Saint-Gilloise | 1 - 3           | Fenerbahçe       | 0 - 3  | 1 - 0       |
| Dinamo Zagabria      | 3 - 5           | PAOK             | 2 - 0  | 1 - 5       |
| Sturm Graz           | 1 - 4           | Lilla            | 0 - 3  | 1 - 1       |
| Maccabi Haifa        | 4 - 5           | Fiorentina       | 3 - 4  | 1 - 1       |
| Olympiacos           | 7 - 5           | Maccabi Tel Aviv | 1 - 4  | 6 - 1 (dts) |

##### Andata
| Amsterdam 7 marzo 2024, ore 18:45 CET ritorno → | Ajax        | 0 – 0 referto | Aston Villa | Johan Cruijff Arena (52 197 spett.)\| Arbitro: \| Enea Jorgji \| |
| Arbitro:                                        | Enea Jorgji |               |             |                                                                  |

| Arbitro: | Filip Glova |

|                                |           |                      |
| Stenevik 43’ Gulbrandsen 90+2’ | Marcatori | 85’ (rig.) De Cuyper |

| Arbitro: | Bartosz Frankowski |

|  |           |                             |
|  | Marcatori | 28’, 51’ David 71’ Zhegrova |

| Arbitro: | Craig Pawson |

|              |           |                                     |
| El Kaabi 13’ | Marcatori | 4’, 30’ Zahavi 9’ Shahar 74’ Peretz |

| Ginevra 7 marzo 2024, ore 21:00 CET ritorno → | Servette     | 0 – 0 referto | Viktoria Plzeň | Stade de Genève (15 354 spett.)\| Arbitro: \| Morten Krogh \| |
| Arbitro:                                      | Morten Krogh |               |                |                                                               |

| Arbitro: | João Pinheiro |

|  |           |                                                  |
|  | Marcatori | 20’ Batshuayi 84’ Oosterwolde 90+4’ (rig.) Tadić |

| Arbitro: | Aliyar Aghayev |

|                   |           |  |
| Petković 37’, 71’ | Marcatori |  |

| Arbitro: | Donatas Rumšas |

|                                 |           |                                                 |
| Seck 12’ Kinda 29’ Khalaili 67’ | Marcatori | 2’ Nzola 58’ Beltrán 73’ Mandragora 90+5’ Barák |

##### Ritorno
| Arbitro: | William Collum |

|                     |                      |                                          |
| Chorý Mosquera Šulc | Tiri di rigore 3 – 1 | Stevanović Guillemenot Severin Tsunemoto |

| Arbitro: | Nikola Dabanović |

|  |           |               |
|  | Marcatori | 68’ Rasmussen |

| Arbitro: | Harm Osmers |

|                                                                                |           |           |
| Rahman 27’ Sučić 33’ (aut.) Brandon 42’ Koulierakīs 72’ A. Živković 88’ (rig.) | Marcatori | 49’ Hoxha |

| Arbitro: | Irfan Peljto |

|           |           |              |
| Barák 59’ | Marcatori | 88’ Khalaili |

| Arbitro: | Orel Grinfeld |

|                                            |           |  |
| Watkins 25’ Bailey 60’ Durán 75’ Diaby 81’ | Marcatori |  |

| Arbitro: | Radu Petrescu |

|                                  |           |  |
| Skov Olsen 45+1’, 48’ Skóraś 70’ | Marcatori |  |

| Arbitro: | Matej Jug |

|            |           |               |
| Santos 43’ | Marcatori | 45+1’ Biereth |

| Arbitro: | Maurizio Mariani |

|                   |           |                                                                         |
| Zahavi 57’ (rig.) | Marcatori | 10’ Podence 36’ Fortounis 45+3’, 65’ El Kaabi 93’ Jovetić 103’ El-Arabi |

### Quarti di finale

#### Risultati
| Squadra 1      | Totale          | Squadra 2  | Andata | Ritorno     |
| -------------- | --------------- | ---------- | ------ | ----------- |
| Club Bruges    | 3 - 0           | PAOK       | 1 - 0  | 2 - 0       |
| Olympiacos     | 3 - 3 (3-2 dtr) | Fenerbahçe | 3 - 2  | 0 - 1 (dts) |
| Aston Villa    | 3 - 3 (4-3 dtr) | Lilla      | 2 - 1  | 1 - 2 (dts) |
| Viktoria Plzeň | 0 - 2           | Fiorentina | 0 - 0  | 0 - 2 (dts) |

##### Andata
| Arbitro: | Sandro Schärer |

|                                        |           |                              |
| Fortounīs 8’ Jovetić 32’ Chiquinho 57’ | Marcatori | 68’ (rig.) Tadić 74’ Kahveci |

| Plzeň 11 aprile 2024, ore 18:45 CEST ritorno → | Viktoria Plzeň | 0 – 0 referto | Fiorentina | Stadion města Plzně (11 470 spett.)\| Arbitro: \| Orel Grinfeld \| |
| Arbitro:                                       | Orel Grinfeld  |               |            |                                                                    |

| Arbitro: | Daniel Siebert |

|             |           |  |
| Vetlesen 6’ | Marcatori |  |

| Arbitro: | Espen Eskås |

|                        |           |             |
| Watkins 13’ McGinn 56’ | Marcatori | 84’ Diakité |

##### Ritorno
| Arbitro: | Ivan Kružliak |

|                                    |                      |                                            |
| Yazıcı 15’ André 68’               | Marcatori            | 87’ Cash                                   |
| Bentaleb David Gomes Cabella André | Tiri di rigore 3 – 4 | Tielemans Watkins Cash Bailey Douglas Luiz |

| Arbitro: | Jesús Gil Manzano |

|                           |           |  |
| González 92’ Biraghi 108’ | Marcatori |  |

| Arbitro: | Davide Massa |

|  |           |                 |
|  | Marcatori | 33’, 45’ Jutglà |

| Arbitro: | Tobias Stieler |

|                                     |                      |                                          |
| Kahveci 11’                         | Marcatori            |                                          |
| Tadić Batshuayi Ünder Djiku Bonucci | Tiri di rigore 2 – 3 | El Kaabi El-Arabi Horta Masouras Rodinei |

### Semifinali

#### Risultati
| Squadra 1   | Totale | Squadra 2   | Andata | Ritorno |
| ----------- | ------ | ----------- | ------ | ------- |
| Aston Villa | 2 - 6  | Olympiacos  | 2 - 4  | 0 - 2   |
| Fiorentina  | 4 - 3  | Club Bruges | 3 - 2  | 1 - 1   |

##### Andata
| Arbitro: | Marco Guida |

|                         |           |                                         |
| Watkins 45+1’ Diaby 52’ | Marcatori | 16’, 29’, 56’ (rig.) El Kaabi 67’ Hezze |

| Arbitro: | Michael Oliver |

|                                   |           |                               |
| Sottil 5’ Belotti 37’ Nzola 90+1’ | Marcatori | 17’ (rig.) Vanaken 63’ Thiago |

##### Ritorno
| Arbitro: | Halil Umut Meler |

|             |           |                    |
| Vanaken 20’ | Marcatori | 85’ (rig.) Beltrán |

| Arbitro: | Felix Zwayer |

|                   |           |  |
| El Kaabi 10’, 81’ | Marcatori |  |

### Finale
| Arbitro: | Artur Soares Dias |

|               |           |  |
| El Kaabi 116’ | Marcatori |  |